# 스피네테
스피네테(이탈리아어: Spinete)는 이탈리아 몰리세주 캄포바소도의 코무네다. 캄포바소로부터 서쪽 15km 거리에 있다.